# Thomond Park
Thomond Park – stadion położony w Limerick w Irlandii, siedziba drużyny Munster Rugby, na obiekcie występują też drużyny  Shannon RFC i UL Bohemian RFC. Stadion przeszedł gruntowny remont w roku 2008 i od tamtej pory jest stawiany za wzór przy remontach stadionów, jeśli chodzi o zaangażowanie społeczności lokalnej. Stadion jest znany zwłaszcza z tradycji, że przy kopach na słupy w trakcie meczów rugby panuje absolutna cisza, niezależnie od tego, która drużyna wykonuje kopnięcie. Drużyna Munster grając na Thomond Park ustanowiła rekordową serię 12 lat bez porażki (1995-2007) na własnym boisku w rozgrywkach Pucharu Heinekena przegrywając ostatni mecz przed modernizacją stadionu.
Średnia widownia na meczach drużyny Munster w sezonie 2013/2014 wyniosła 13,375 widzów.

## Historia
Historia stadionu sięga lat 30. XX wieku, otwarcie stadionu miało miejsce w roku 1934 a w jego wieloletniej historii odbywało się to kilka znaczących wydarzeń sportowych związanych zwłaszcza z rugby union. W roku 2006 Irish Rugby Football Union podjął decyzję o renowacji stadionu i powiększeniu jego pojemności niemal dwukrotnie (z ok. 13 tys. widzów do niemal 26 tys.). Pomimo wstępnych informacji o sprzedaży praw do nazwy postanowiono zostać przy oryginalnej nazwie. Od roku 2008 stadion jest wykorzystywany w celach rozrywkowych, co jakiś czas odbywają się tam koncerty gwiazd. Pierwszym który wystąpił na nowym stadionie był Elton John.

## Koncerty
| Data            | wykonawca         | okoliczności |
| --------------- | ----------------- | --- |
| 6 czerwca 2009  | Elton John        | koncert z okazji otwarcia stadionu po remoncie.                                                                  |
| 9 czerwca 2009  | The Cranberries   | otwarcie irlandzkich olimpiad specjalnych, był to pierwszy koncert kapeli w mieście z którego pochodzą od 15 lat |
| 4 lipca 2009    | Rod Stewart       | |
| 20 czerwca 2010 | Pink              | |
| 4 lipca 2010    | Bob Dylan         | |
| 26 czerwca 2011 | JLS               | |
| 16 lipca 2013   | Bruce Springsteen | |

## Mecze rugby
Jako stadion wybudowany dla drużyny rugby szczególny nacisk kładziony jest na tę dyscyplinę, oprócz meczów ligowych są tu rozgrywane mecze irlandzkiej reprezentacji w rugby oraz mecze zagranicznych reprezentacji z drużyną Munster. 

### Mecze międzynarodowe
Mecze reprezentacji Irlandii zazwyczaj są rozgrywane na Aviva Stadium.
| Data                 | Gospodarz  | Przeciwnicy | Wynik  | Okoliczności                         |
| -------------------- | ---------- | ----------- | ------ | ------------------------------------ |
| 7 lipca 2002         | Irlandia   | Rumunia     | 39 - 8 | towarzyski                           |
| 30 sierpnia 2003     | Irlandia   | Włochy      | 61 - 6 | towarzyski                           |
| 8 października 2008  | Irlandia   | Kanada      | 55 - 0 | towarzyski                           |
| 17 października 2012 | Ireland XV | Fidżi       | 53 - 0 | Guinness Autumn International Series |

## Działalność lokalna
Stadion szczyci się korzystaniem z lokalnych zasobów ludzkich przy organizacji imprez rezygnując z rozwiązań franchisingowych. Dodatkowo zarządcy stadionu stworzyli fundusz mający na celu wspieranie lokalnych grup samopomocy i organizacji samorządowych.